# Ҿ (слово ћирилице)
Ҿ ҿ (Ҿ ҿ; курзив: Ҿ ҿ) је слово абхаског ћириличног писма. Зове се абхаско Че са спустачем. Његов облик је изведен од ћириличног слова абхаског Че (Ҽ ҽ) додавањем спустача.
Ҿ се користи у писму абхаског језика, где представља ретрофлексну ејективну африкату /ʈʂʼ/.

## Рачунарски кодови
| Знак                      | Ҿ                                                    | Ҿ                                                    | ҿ                                                  | ҿ                                                  |
| ------------------------- | ---------------------------------------------------- | ---------------------------------------------------- | -------------------------------------------------- | -------------------------------------------------- |
| Назив у Уникоду           | CYRILLIC CAPITAL LETTER ABKHASIAN CHE WITH DESCENDER | CYRILLIC CAPITAL LETTER ABKHASIAN CHE WITH DESCENDER | CYRILLIC SMALL LETTER ABKHASIAN CHE WITH DESCENDER | CYRILLIC SMALL LETTER ABKHASIAN CHE WITH DESCENDER |
| Врста кодирања            | децимална                                            | хексадецимална                                       | децимална                                          | хексадецимална                                     |
| Уникод                    | 1214                                                 | U+04BE                                               | 1215                                               | U+04BF                                             |
| UTF-8                     | 210 190                                              | D2 BE                                                | 210 191                                            | D2 BF                                              |
| Нумеричка референца знака | &#1214;                                              | &#x4BE;                                              | &#1215;                                            | &#x4BF;                                            |

## Слична слова
- Ҽ ҽ : Ћириличко слово абхаско Ч.
- Ҷ ҷ : Ћириличко слово Ч са силазницом.
- Ч ч : Ћириличко слово Ч.
- Č č : Латиничко слово C са кароном.
- Ç ç : Латиничко слово C са седилом.